# Graeme Pollock
Robert Graeme Pollock (* 27. Februar 1944 in Durban, Natal, Südafrika) ist ein früherer südafrikanischer Cricketspieler. Er gilt als der beste südafrikanische Cricketspieler.

## Leben
Pollock stammt aus einer berühmten Familie von Cricketspielern. Sein Vater, sein Onkel, sein Bruder, aber auch seine beiden Söhne und ein Neffe (Shaun Pollock) haben entweder First-Class Cricket in oder sogar Test Cricket für Südafrika gespielt.
Er selbst spielte seit 1960 First-Class Cricket für Eastern Province. Im Alter von 19 Jahren debütierte er für Südafrika gegen Australien. Pollocks internationale Karriere endete schon sieben Jahre später nach nur 23 Test-Matches aufgrund des internationalen Sportboykotts gegen die dortige Apartheidspolitik. National spielte er bis noch bis zum Ende der Saison 1986/1987 für Eastern Province und Transvaal.
Statistisch gesehen ist Pollock der zweitbeste Batsman aller Zeiten nach Sir Donald Bradman, stilistisch gilt er als der beste linkshändige Batsman.
Nach dem Ende seiner sportlichen Karriere übernahm Pollock Aufgaben als Coach und Funktionär im südafrikanischen Verband.